# Gemütlichkeit

« Gemütlichkeit » [ɡəˈmyːtlɪçkaɪt] , expression intraduisible du mot allemand Gemüt (pouvant être traduit par cœur, moral ; ceci dépendant du contexte), est un substantif décrivant un état d'âme ressenti comme du bien-être, causé par des amplificateurs ou des situations déterminés. Son contraire est Ungemütlichkeit.
La Gemütlichkeit caractérise une atmosphère et un environnement chaleureux qui procure une impression de bien-être. Elle est synonyme de modération, de sécurité, de quiétude et d'insouciance. Elle est le calme après la tempête. La Gemütlichkeit est incompatible avec l'énervement, les disputes, les soucis que l'on s'impose. Elle l’est également avec le travail difficile qui certes peut mener à un état de Gemütlichkeit, mais qui ne peut s’y retrouver. Dans l'art, la Gemütlichkeit peut être représentée de façon kitsch par l'absence de conflit par exemple[évasif] (harmonie ?).

## Étymologie
Le concept de Gemütlichkeit signifie confortable, bon pour l‘âme. Les Frères moraves utilisaient l'expression au début du XVIIIe siècle dans leurs écrits pour désigner la cordialité. Pendant la période Biedermeier, il a obtenu une nouvelle signification à la mode, à savoir confort, ou « ambiance agréable ». Ce sont des critiques tels que Joseph Görres, mais aussi le nationalisme et le chauvinisme de l'époque, qui ont donné lieu à cette signification. C'est pourquoi la Gemütlichkeit est connotée de manière négative dans un sens approchant de paresse et de manque de courage.
En outre, beaucoup d'intellectuels critiquent la Gemütlichkeit car ils la considèrent comme un exemple d’un idéal trompeur. Dans les œuvres littéraires, comme celles d'Ödön von Horváth (Légendes de la forêt viennoise) et de Helmut Qualtinger (Der Herr Karl, 1961), la Gemütlichkeit typiquement viennoise est dénoncée comme étant un concept sournois et mensonger.
L'écrivain Friedrich Theodor Vischer (1807-1887) critique également la Gemütlichkeit, paresse abusive, dans son ouvrage en deux volumes Auch Einer (1879).
Le seul concept correspondant approximativement à la Gemütlichkeit allemande est le terme danois hyggelig.

## Autres
La chanson à boire Ein Prosit der Gemütlichkeit, qui est souvent jouée et chantée pendant l’Oktoberfest, a contribué à internationaliser le concept de Gemütlichkeit.
La chanson Probier’s mal mit Gemütlichkeit (Il en faut peu pour être heureux) du dessin animé Walt Disney Le Livre de la jungle est très connue dans l'espace germanophone. Le titre de la chanson est entré dans la langue courante en tant qu'expression idiomatique et la chanson a été très souvent reprise.
En 1973, un touriste anglais a porté plainte contre son voyagiste parce que son voyage organisé dans les Alpes suisses n’avait pas comporté de moments de Gemütlichkeit comme promis par le prospectus publicitaire. Dans les milieux spécialisés britanniques, l’affaire est connue sous le nom de « Jarvis contre Swans Tours Ltd (en) ».